# Tuomarsaari (ö i Pieksämäki)
Tuomarsaari är en ö i Finland. Den ligger i sjön Pieksänjärvi och i kommunen Pieksämäki i den ekonomiska regionen  Pieksämäki ekonomiska region  och landskapet Södra Savolax, i den centrala delen av landet, 270 km nordost om huvudstaden Helsingfors. Öns area är 0,7 hektar och dess största längd är 130 meter i öst-västlig riktning.